# Auxolophotis cosmophilopis
Auxolophotis cosmophilopis là một loài bướm đêm trong họ Crambidae.